# Der neue Tugendterror

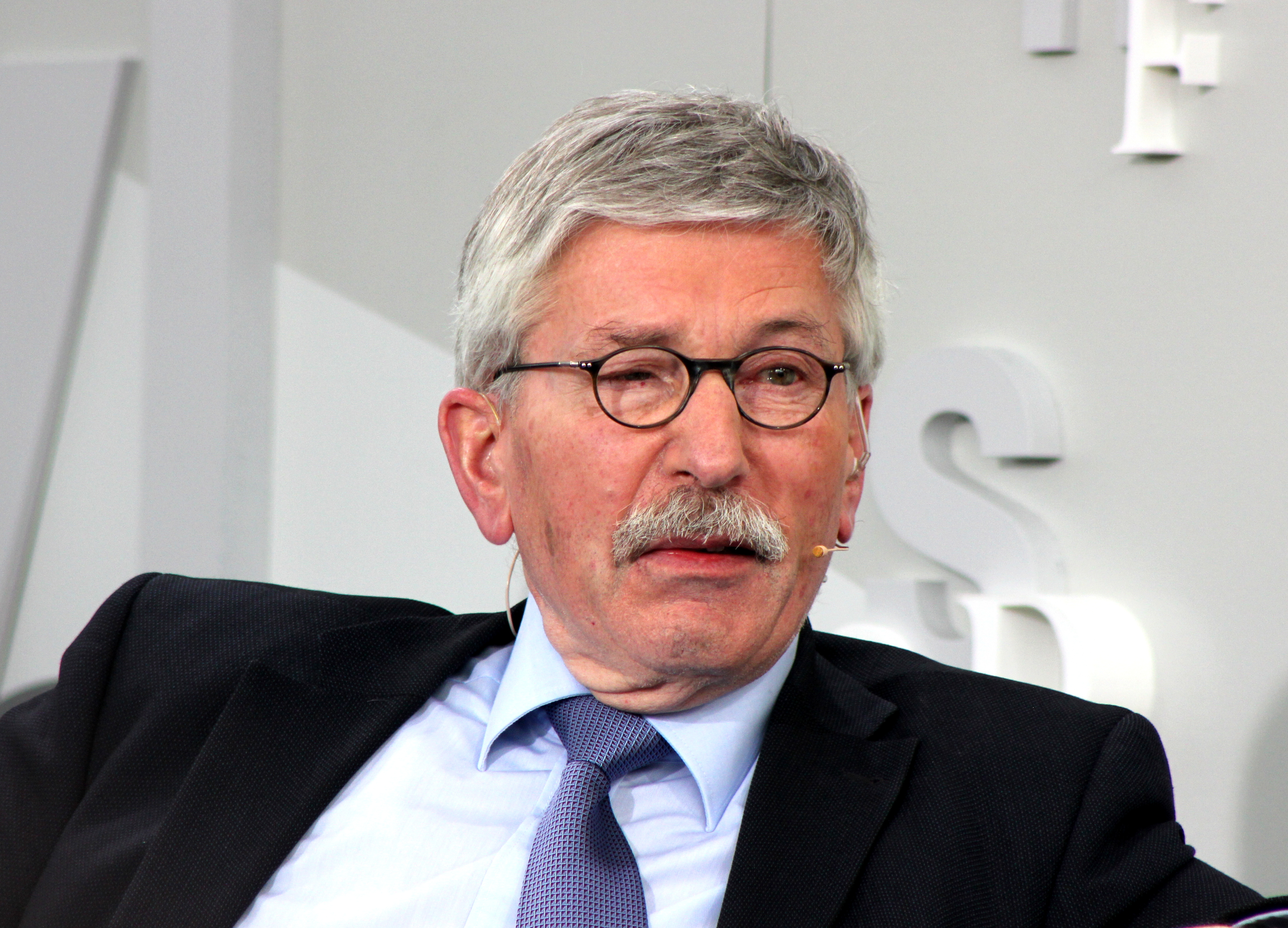
Thilo Sarrazin auf der Leipziger Buchmesse (2014)

Der neue Tugendterror. Über die Grenzen der Meinungsfreiheit in Deutschland ist ein 2014 durch den Bestsellerautor Thilo Sarrazin bei der Deutschen Verlags-Anstalt veröffentlichtes medienkritisches Sachbuch mit autobiografischen Zügen. Es handelt vom durch den Autor wahrgenommenen linksliberalen „Meinungskonformismus“ in den Medien Deutschlands. Sarrazin stellte darin „14 Axiome des Tugendwahns im Deutschland der Gegenwart“ auf. Das Buch wurde am 24. Februar, am Tag des Erscheinens, in nahezu allen Feuilletons der überregionalen deutschen Printmedien eher negativ aufgenommen, die Bild-Zeitung brachte hingegen positiv konnotierte Vorabdrucke. Das Buch erreichte auf der Spiegel-Bestsellerliste im März den Platz eins.

## Vorgeschichte
Nach Einschätzung des Sozialwissenschaftlers Alexander Häusler vom Forschungsschwerpunkt Rechtsextremismus/Neonazismus der FH Düsseldorf kann der Tagesspiegel-Artikel Das politisch korrekte Deutschland (2012) des konservativen Publizisten und späteren AfD-Politikers Alexander Gauland, auf den Sarrazin später auch Bezug nimmt, als Vorlage für das Buch Der neue Tugendterror (2014) gelesen werden. Darin vertritt Gauland, dass „vom Mainstream abweichende Positionen [zunehmend] ins moralische Aus“ gedrängt werden würden.

## Inhalt
Sarrazins Buch gliedert sich in sechs Kapitel und eine zusätzliche Schlussbetrachtung („Ideologie, Wirklichkeit und gesellschaftliche Zukunft“). Im ersten Kapitel beschreibt er die Meinungsfreiheit mit ihren Grenzen. So geht er auch auf den Begriff der Politischen Korrektheit ein. Im zweiten Kapitel erklärt er anhand einer Fallstudie, wie er mit der Meinungsfreiheit in Konflikt kam. Das dritte Kapitel widmet er den Elementen der Meinungsfreiheit mit Ausführungen u. a. zu den Philosophen Niccolò Machiavelli und Alexis de Tocqueville. Darüber hinaus widmet er sich der Anpassung des Menschen in einer Gesellschaft („Die Neue Verhaltensökonomik“). Im vierten Kapitel geht es um die Sprache des „Tugendterrors“, so auch um geschlechtergerechte Sprache. Es folgt im fünften Kapitel ein geschichtlicher Abriss des „Tugendterrors“ von der Christianisierung bis zur Gegenwart und ein Exkurs zu „Moral und Gewissheit“.
Er stellt dann im sechsten Kapitel seine Kernbotschaften in „14 Axiome[n] des Tugendwahns im Deutschland der Gegenwart“ dar:
1. Ungleichheit ist schlecht, Gleichheit ist gut.
2. Sekundärtugenden sind nicht wichtig, Leistungswettbewerb ist fragwürdig.
3. Wer reich ist, sollte sich schuldig fühlen.
4. Unterschiede in den persönlichen Lebensverhältnissen liegen meist an den Umständen, kaum an den Menschen.
5. Die menschlichen Fähigkeiten hängen fast ausschließlich von Bildung und Erziehung ab.
6. Völker und Ethnien haben keine Unterschiede, die über die rein physische Erscheinung hinausgehen.
7. Alle Kulturen sind gleichwertig, insbesondere gebührt den Werten und Lebensformen des christlichen Abendlandes und der westlichen Industriestaaten keine besondere Präferenz.
8. Der Islam ist eine Kultur des Friedens. Er bereichert Deutschland und Europa.
9. Für Armut und Rückständigkeit in anderen Teilen der Welt tragen westliche Industriestaaten die Hauptverantwortung.
10. Männer und Frauen haben bis auf ihre physischen Geschlechtsmerkmale keine angeborenen Unterschiede.
11. Das klassische Familienbild hat sich überlebt. Kinder brauchen nicht Vater und Mutter.
12. Der Nationalstaat hat sich überlebt. Die Zukunft gehört der Weltgesellschaft.
13. Alle Menschen auf der Welt haben nicht nur gleiche Rechte, sondern sie sind auch gleich, und sie sollten eigentlich alle einen Anspruch auf die Grundsicherung des deutschen Sozialstaates haben.
14. Kinder sind Privatsache, Einwanderung löst alle wesentlichen demographischen Probleme.

## Berichterstattung
Vorabdrucke von Sarrazins Buch erschienen bei der Bildzeitung. Mitte/Ende Februar 2014 wurden dann fünf Vorabverrisse publiziert, u. a. durch Helmut Schümann im Tagesspiegel, durch Joachim Mischke im Hamburger Abendblatt und durch Jan Fleischhauer bei SPON. Am Tag der Veröffentlichung (24. Februar) mit einer Erstauflage von 100.000 Exemplaren und der Vorstellung, mit einführenden Worten des Kommunikationswissenschaftlers Hans Mathias Kepplinger, im Gebäude der Bundespressekonferenz in Berlin vor zahlreichen Journalisten wurde Sarrazins Buch in deutschen Medien fast einhellig negativ rezensiert.
Er gab dann mehreren Zeitungen/Zeitschriften (u. a. der Wirtschaftswoche) und Rundfunkanstalten (u. a. n-tv, Deutschlandfunk und MDR) Interviews. Die Medien Cosmo TV, Kulturzeit, quer usw. berichteten. Er führte Streitgespräche mit den Journalisten Jakob Augstein vom freitag (Peter Hahne) und Daniel Bax von der taz (Das Duell). Zudem trat er beim österreichischen Talk aus dem Hangar-7 auf. Bei einzelnen Talkshows, z. B. Menschen bei Maischberger (ARD), wurde er allerdings wieder ausgeladen.
Sarrazin stellte zunächst sein Buch auf zahlreichen Autorenlesungen in Deutschland vor, u. a. auf der Leipziger Buchmesse. Der Spiegel listete das Buch bei Neuerscheinung auf Platz vier der Bestsellerliste für Sachbücher. Im März war es für zwei Wochen auf Platz eins. Als er im März sein Buch bei einer Podiumsdiskussion der Zeitschrift Cicero im Berliner Ensemble vorstellen wollte, kam es zum Eklat durch Demonstranten, die durch Geschrei, Pöbeleien, Trillerpfeifen und Handgreiflichkeiten die Möglichkeit zum Meinungsaustausch verhinderten. Im Mai stellte er auf Einladung des FPÖ-Bildungsinstituts und des Liberalen Klubs sein Buch auch in Österreich vor. Im September 2014 folgte eine Präsentation im Rahmen einer AfD-Veranstaltung unter Anwesenheit von Armin-Paul Hampel.

## Rezeption durch Wissenschaftler
Hans Mathias Kepplinger vom Institut für Publizistik der Johannes Gutenberg-Universität Mainz resümierte trotz vereinzelter Kritik: „Die entscheidende Frage wird lauten, ob die Medien seine – Sarrazins – Beispiele totschweigen oder aufgreifen, beziehungsweise ob sie diese nachdenklich diskutieren oder den Autor diskreditieren“. Der Potsdamer Wirtschaftsphilosoph Gerd Habermann, der auch Vorsitzender der Friedrich-August-von-Hayek-Stiftung ist, erkannte einerseits liberale Züge und bezeichnete den Autor als „antiegalitäre[n] Publizist[en]“.
In der Zeitschrift Aufklärung & Kritik merkte hingegen der Sozialphilosoph Johannes Heinrichs an: „Ich bleibe im Zweifel, ob Sarrazins zentrale Diagnose vom ideologisch einheitlichen Gleichheitsdenken voll zutrifft (und nicht Ausfluss seiner neoliberalen Sichtweise ist) – oder ob Abwertung des Denkens überhaupt und emotionales Mitläufertum die Ursachen für den Meinungsterror sind. Wobei sich die Frage nach dem Verfall der gesellschaftlichen Diskussion, einschließlich der Werte-Kommunikation, durch Nichtunterscheidung der argumentativen und emotionalen Komponenten stellt.“
Auf der Plattform Endstation Rechts sprach der Extremismusforscher Armin Pfahl-Traughber von Strohmann-Argumenten und Manipulationstechniken auf Seiten Sarrazins. Der Bonner Politikwissenschaftler Frank Decker vom Institut für Politische Wissenschaft und Soziologie hielt ihn für ein „extreme[s] Beispiel“ eines europäischen Rechtspopulisten. Der Osnabrücker Migrationsforscher Klaus Jürgen Bade wurde deutlicher und attestierte Sarrazin in einer eigens angefertigten MiGAZIN-Analyse „Kulturrassismus“ und eine „neokonservative Sozialphilosophie“. Er beschrieb ihn als „angebliche[n] Tabubrecher“.
Der Tübinger Medienwissenschaftler Bernhard Pörksen sieht das Buch als Zeichen der „aktuell grassierende[n] Medienverdrossenheit“.
Die Extremismusforscher Uwe Backes, Alexander Gallus und Eckhard Jesse kommentierten: „Viele seiner pointiert formulierten Monita sind nicht aus der Luft gegriffen“.

## Rezeption in den Printmedien

### Deutschland
Der Journalist David Hugendick von der Wochenzeitung Die Zeit sprach von einer „narzisstischen Kränkung“ und führte aus: „Thilo Sarrazin kennt die Grenzen der Meinungsfreiheit sehr genau“. Er hält es für die „Rezeptionsgeschichte der sogenannten Sarrazin-Debatte, aus der sein Urheber nun eine neue Diagnose ableitet“. Die Qualität des Buches sei „Basis-Nietzsche und Volkshochschul-Freud“. Hugendick bestritt die „Existenzvernichtung“ Sarrazins und hielt ihm vor: „Bestsellerliste als Plebiszit gegen Gutmenschen“.
In der FAZ hieß es bei Jürgen Kaube: „Es ist nicht der Rechtsstreit, der klären könnte, ob man ihm die Meinungsfreiheit genommen hat, und es ist nicht die Wissenschaft, auch wenn er so tut. Es ist der rhetorische Meinungskampf, in dem auch Antirhetorik eine Rhetorik ist. Die alte soziologische Einsicht, dass Streit die Streitenden einander ähnlich macht, beweist sich auch an Thilo Sarrazin. Er imitiert, was er angreift, und fasst einige Äußerungen der Gesellschaft, in der wir leben, „pointiert zusammen““
Johann Osel von der Süddeutschen Zeitung rezensierte: „Von Stammtischplumpheit ist Sarrazin jedoch entfernt, vieles ist hübsch in Fachsprache verpackt und mit allerlei Zahlenwerk garniert. Seine Argumentation hat er akkurat durchkomponiert, das Buch ist mit kühlem Kopf geschrieben. Aber auch mit kaltem Herzen.“ Weiter schrieb er: „Sarrazin [...] steckt Menschen in Korsette, diese sollen sie gefälligst lebenslang tragen. Dahinter steckt das Weltbild, mit dem er so gerne spielt: aus der Zeit der Hexenverbrennung. Wer das kritisiert, betreibt laut dem Buch Tugendterror. Dabei preist sich der Autor im Nachwort selbst: als ‚Diskussionsveteran‘.“
Die Welt titelte „Der Pedant Thilo Sarrazin schafft sich selbst ab“ und schrieb: „Seine enorme Präsenz in den Medien in den vergangenen Jahren, ein logischer Widerspruch zum konstatierten Totschweigen.“ Außerdem trage er seine Bildung „vor sich hier (sic), manchmal aber wird der selbsternannte Pedant Sarrazin den eigenen Ansprüchen nicht gerecht.“
Die Kolumne von Jakob Augstein, zugleich Herausgeber der Wochenzeitung der Freitag, beim Spiegel eröffnete mit: „Böser Geist der sozialen Kälte“ und schloss mit „Er [Thilo Sarrazin] arbeitet am Fundament einer neuen nationalkonservativen Ideologie. Gegen Frauen, Homosexuelle, Muslime, Migranten und Linke: Sarrazin schließt die argumentative Versorgungslücke, die sich beim auf Ressentiment sinnenden Kleinbürgertum auftut. Er ebnet Gedanken und Argumentationsfiguren den Weg in die Mitte der Gesellschaft, die sich unlängst noch am rechten Rand herumgedrückt haben. Thilo Sarrazin ist der Vordenker einer reaktionären Renaissance.“
Der Inlandsredakteur Daniel Bax von der taz meinte: „Thilo Sarrazin hat wieder ein Buch geschrieben. Etwas Neues steht aber nicht wirklich darin. Eher ist es der Versuch, aus einer alten Erfolgsnummer noch einmal neues Kapital zu schlagen.“ und „Meinungsfreiheit ist für Sarrazin vor allem seine Freiheit, sich über andere zu erheben, ohne dafür kritisiert zu werden.“
Im Cicero, Alexander Marguier, hieß es: „Das alles, liebe Genossen, ist aber auch diesmal wieder kein Grund, Thilo Sarrazin aus der SPD ausschließen glauben zu müssen. Nach der Lektüre seiner neokonservativen Agenda im sechsten Kapitel („Vierzehn Axiome des Tugendwahns im Deutschland der Gegenwart“) fragt man sich eher, warum Sarrazin diese Partei nicht längst aus eigenem Antrieb verlassen hat. Vielleicht deshalb, weil es sich mit entsprechendem Parteibuch medienwirksamer provozieren lässt?“
Die Wirtschaftswoche mit ihren Autoren Tim Rahmann und Roland Tichy rezensierte: „In dem Wunsch, zu polarisieren und seine Ausgangsthese zu rechtfertigen, schießt Sarrazin übers Ziel hinaus. Die Frage, wie es zu der Begrenzung der Meinungsfreiheit kommt, einer ‚freiwilligen Gleichschaltung‘ (so Evelyn Roll schon vor Jahren in der Süddeutschen Zeitung) in einer sonst so freiheitlichen, jeder Zensur abholden Gesellschaft, beantwortet er nur fragmentarisch und argumentiert über lange Strecken selbstbezüglich. Aber ohne Zweifel: Die Debatte ist notwendig – und beginnt sich Raum zu schaffen.“
Walter Bau (WAZ) stellte fest, „[n]icht jeder Gedanke in Sarrazins Buch [sei] abwegig“, doch könne man auch die „Art von Arroganz und Selbststilisierung“, wie Sarrazin sie pflege, anprangern. Nachdem er in seinem ersten Buch über ein angebliches „Juden-Gen“ „räsoniert“ habe, wage er sich „erneut an klebrige Vergleiche“; so halte er den Begriff „Neger“ für eine „völlig neutrale Bezeichnung“. Weiter könne „man kaum daneben liegen“. Sarrazin sei offenbar entgangen, dass Begriffe auch durch die Art geprägt würden, „wie sie von wem benutzt werden“.

### Österreich und Schweiz
In der Tageszeitung Die Presse kommentierte Anne-Catherine Simon: „Das Buch bringt all diese gar nicht neuen Befunde klar, unaufgeregt und etwas pedantisch. Es ist anregende Populärliteratur [...]“. Und weiter, man kann „oft durchaus über vorschnelle Schlüsse und mangelnde Belege diskutieren. Die sind allerdings bei derlei nicht streng wissenschaftlichen Publikationen gang und gäbe, werden aber gern ignoriert, solange sie die vorherrschende Meinung stützen.“
Die Rezensentin Birgit Baumann resümierte im österreichischen Standard: „Der umstrittene SPD-Politiker und Exbundesbanker Thilo Sarrazin legt ein neues Buch vor. Darin beklagt er linken Tugendterror in Deutschland. Die Wahrheit über Muslime oder Frauen wolle niemand sehen. Und dass er selbst immer recht habe, natürlich auch nicht“.
In der österreichischen Wochenzeitung Falter merkte der Kunstkritiker Matthias Dusini an: „Sarrazin hat einmal mehr bewiesen, dass er sein Herz nicht von zärtlichen Integrationsbeauftragten und fürsorglichen TransgenderberaterInnen erweichen lässt. Dennoch kann man nach der Lektüre dieses Buches Entwarnung geben. Vorerst noch eher unbewusst, demonstriert dieser schwierige Teutone durchaus die Bereitschaft zur Integration.“
Der Publizist Gerd Habermann kam in der Neuen Zürcher Zeitung und bei eigentümlich frei im „Kommentar aus Berlin“ für die Familienunternehmer (ASU) zu folgendem Schluss: „Sarrazins Buch [ist] ein weiterer präziser und nüchterner liberaler Beitrag zu einer verwirrenden Debatte, die wohl erst am Anfang steht, aber dringend auch von liberaler Seite geführt werden muss. Das Buch ist eine Schatzkammer an klugen Argumenten und Analysen und von erstaunlichem intellektuellem Mut.“

## Ausgaben
- Thilo Sarrazin: Der neue Tugendterror. Über die Grenzen der Meinungsfreiheit in Deutschland. 2. Auflage. Deutsche Verlags-Anstalt, München 2014, ISBN 978-3-421-04617-8. (2 Wochen lang im Jahr 2014 auf dem Platz 1 der Spiegel-Bestsellerliste)

## Hörbuch
Im Jahr 2014 erschien das Buch auch als Tonträger beim audio media verlag in München. Insgesamt umfasst die Box elf CDs mit dreizehn Stunden. Die Sprecherrolle übernahm der Münchner Schauspieler und Synchronsprecher Michael Schwarzmaier; die Regie führte die leitende Redakteurin des audio media verlags Annegret Augustin.

## Sonstiges
Nach umstrittenen Aussagen Andreas Mölzers und dem – auf Druck der Parteiführung – Verzicht auf die FPÖ-Spitzenkandidatur bei der Europawahl 2014 titelte eine April-Ausgabe der von Mölzer mitherausgegebenen Wochenzeitung Zur Zeit: „Tugendterror – wer ist der nächste?“. Dies wurde in der österreichischen Presse bisweilen als Anspielung auf Sarrazins Buch gedeutet.
Der Ministerpräsident Baden-Württembergs, Winfried Kretschmann, griff das Wort Tugendterror mit Bezug auf die Französische Revolution auf und meinte: „Ich bin ein ganz strikter Gegner von diesem Jakobinismus. Tugendterror führt zu nichts Gutem.“